# Francavilla Fontana
Francavilla Fontana ist eine Gemeinde in der Region Apulien, in der Provinz Brindisi.

## Geografie
Die Gemeinde hat 34.759 Einwohner (Stand 31. Dezember 2023). Francavilla Fontana zählt 12.771 Privathaushalte. Zwischen 1991 und 2001 stieg die Einwohnerzahl von 33.995 auf 36.274. Dies entspricht einer Zunahme um 6,7 %.
Die Nachbarorte sind Ceglie Messapica, Grottaglie (TA), Latiano, Manduria (TA), Oria, San Marzano di San Giuseppe (TA), San Vito dei Normanni, San Michele Salentino, Sava (TA) und Villa Castelli.

## Bauwerke

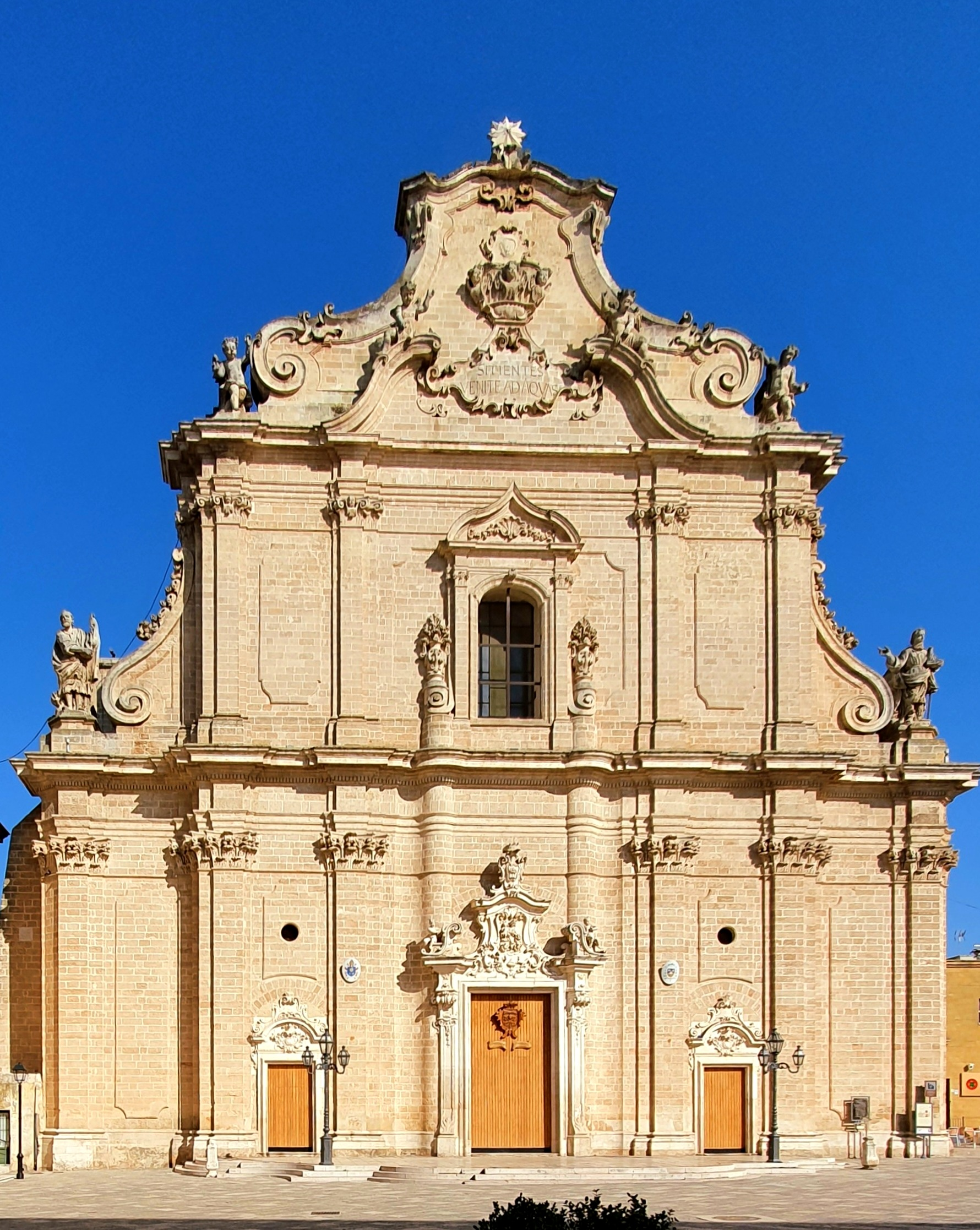
Santissimo Rosario

Zentrales Bauwerk in der Stadt ist die barocke Kirche Santissimo Rosario  aus dem 18. Jahrhundert.

## Söhne und Töchter
- Antonio Primaldo Coco (1879 in Francavilla Fontana – 1962), Mönch, Buchautor

## Verkehr

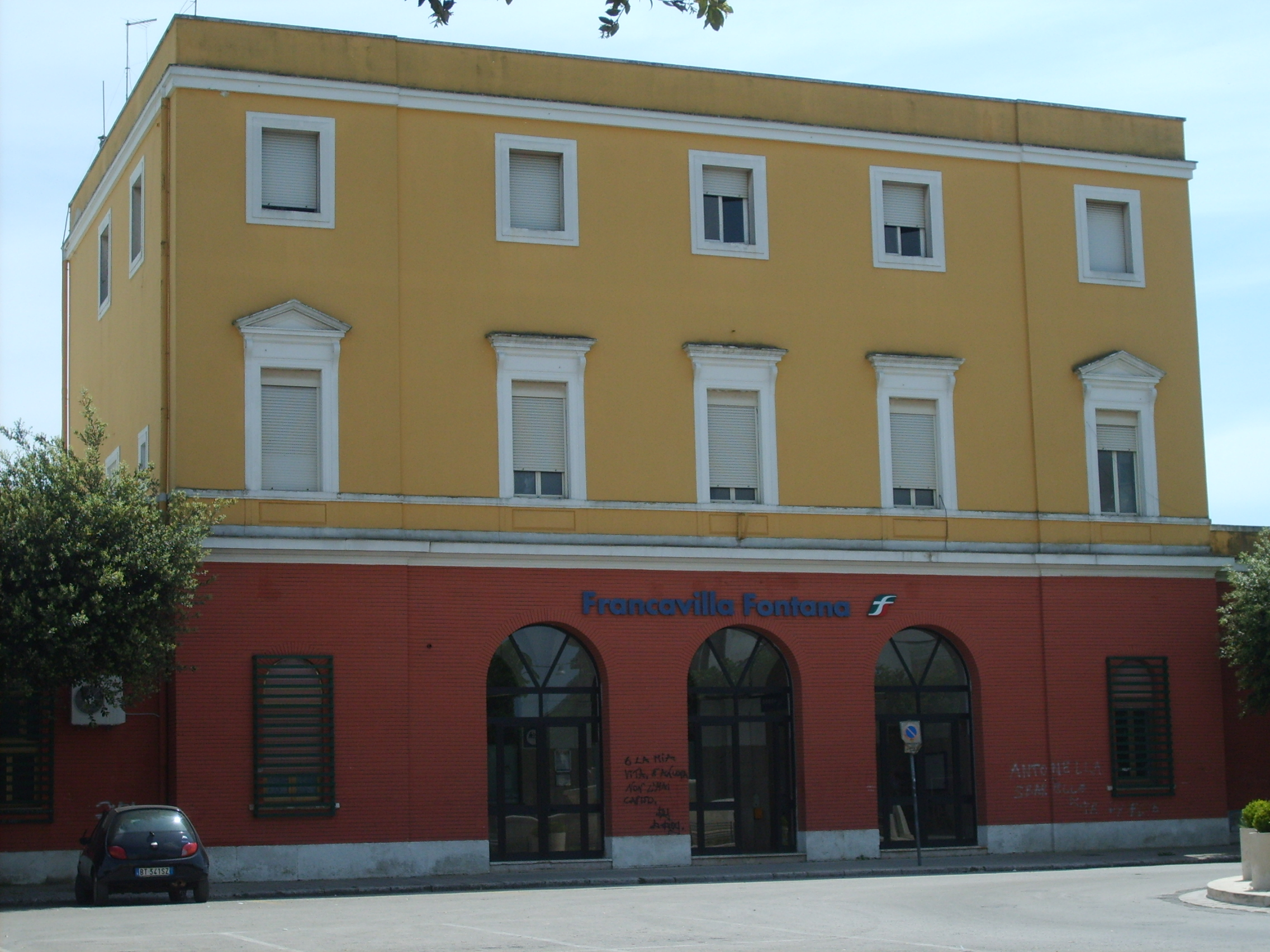
Bahnhofsgebäude

Im Bahnhof der Stadt kreuzen sich die Bahnstrecken Martina Franca–Lecce und Taranto–Brindisi.